# Сен-Жюльен-ле-Пелерен
Сен-Жюлье́н-ле-Пелере́н (фр. Saint-Julien-le-Pèlerin, окс. Sent Julian lo Peregrin) — коммуна во Франции, находится в регионе Лимузен. Департамент — Коррез. Входит в состав кантона Меркёр. Округ коммуны — Тюль.
Код INSEE коммуны — 19215.
Коммуна расположена приблизительно в 430 км к югу от Парижа, в 115 км юго-восточнее Лиможа, в 37 км к юго-востоку от Тюля.

## История
Во время Великой французской революции название коммуны было изменено на Ла-Брюйер (англ. La Bruyère) и Жюльен-ла-Брюгьер (англ. Julien-la-Bruguière).

## Население
Население коммуны на 2008 год составляло 139 человек.
| 1962 | 1968 | 1975 | 1982 | 1990 | 1999 | 2008 |
| ---- | ---- | ---- | ---- | ---- | ---- | ---- |
| 220  | 256  | 209  | 197  | 168  | 133  | 139  |

## Администрация
| Период | Период | Фамилия        | Партия | Примечания |
| ------ | ------ | -------------- | ------ | ---------- |
| 2001   | 2011   | Пьер Фор       |        |            |
| 2011   |        | Даниель Лаграв |        |            |

## Экономика

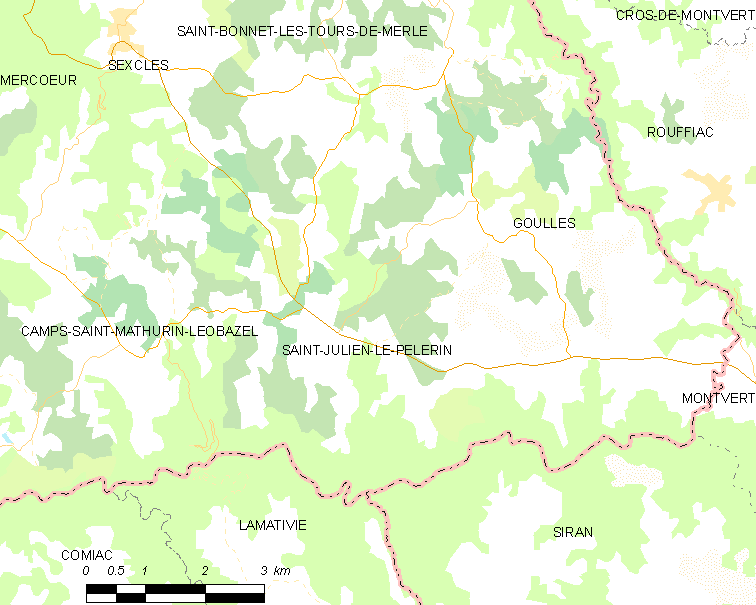
Карта коммуны

В 2007 году среди 86 человек в трудоспособном возрасте (15-64 лет) 57 были экономически активными, 29 — неактивными (показатель активности — 66,3 %, в 1999 году было 63,1 %). Из 57 активных работали 55 человек (32 мужчины и 23 женщины), безработных было 2 (0 мужчин и 2 женщины). Среди 29 неактивных 3 человека были учениками или студентами, 9 — пенсионерами, 17 были неактивными по другим причинам.